# Museumshof Vike
Der Museumshof Vike (schwedisch Vike minnesgård) ist ein Strandhof, auf dem Felder und Gebäude intakt sind und ein alter Kräutergarten, ein Hopfengarten („Humlegården“) existieren. Vike liegt nahe dem Strand an der Ostküste der schwedischen Insel Gotland, südlich von Slite an der Tjalderbucht. An dem kleinen Fluss Vike arbeiteten einst eine Sägemühle sowie eine Walkmühle für Wollstoffe. 

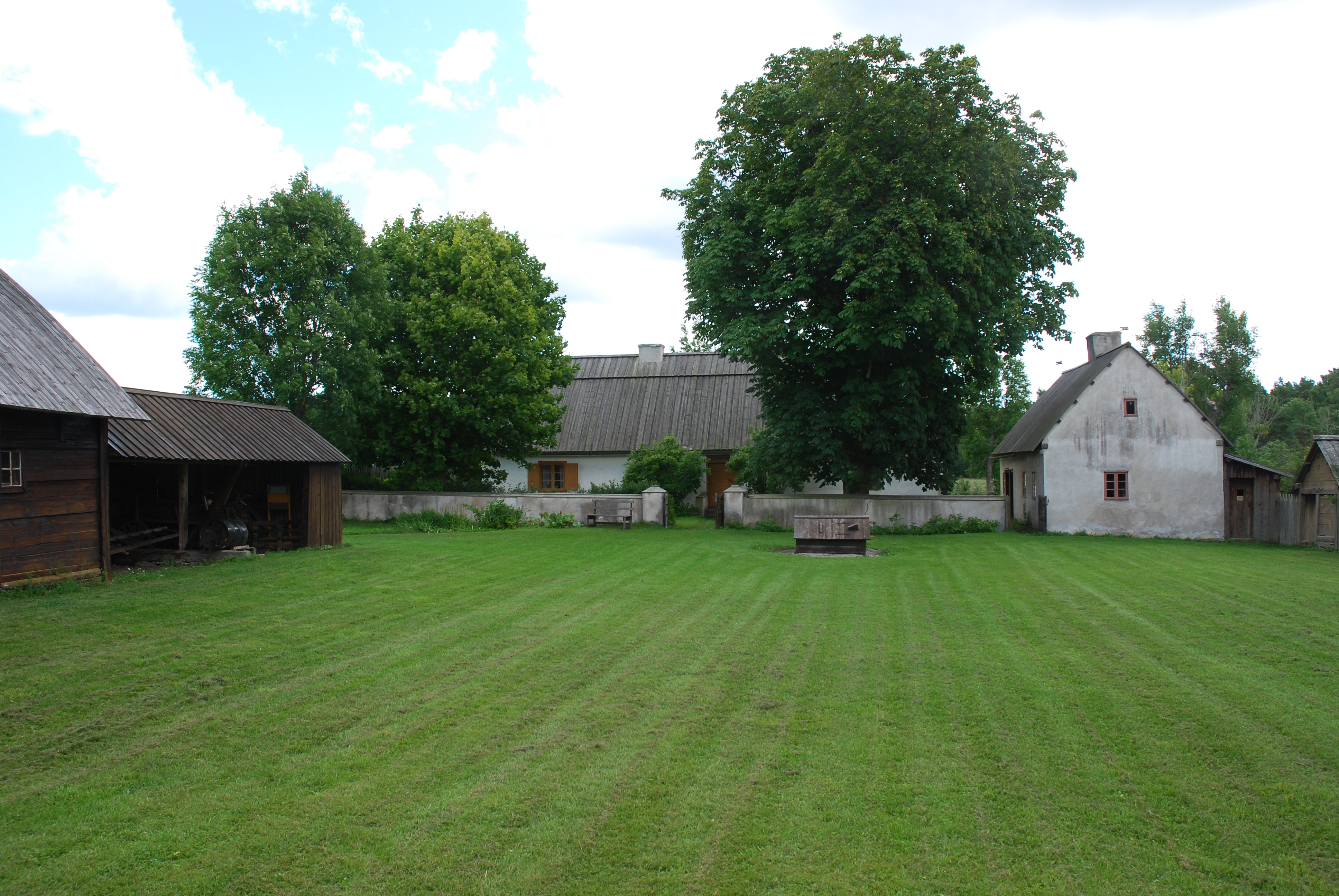
Museumshof Vike

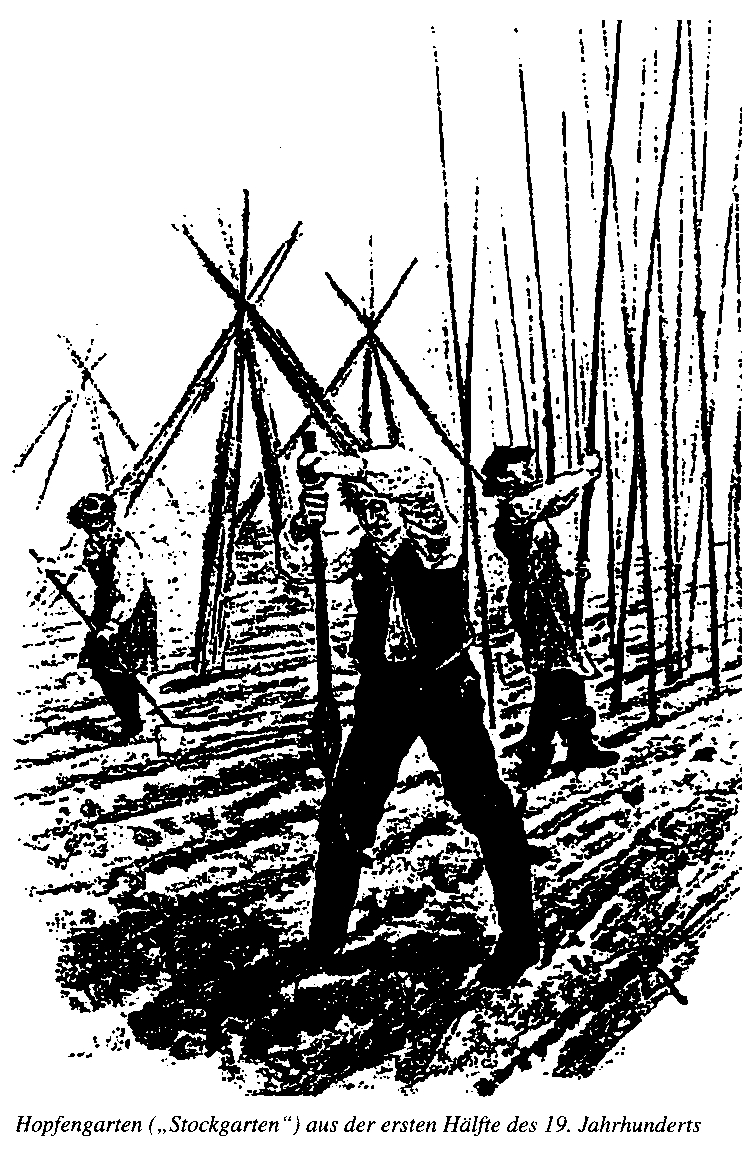
Hopfengarten vom Anfang des 19. Jahrhunderts

Vikes Ursprünge reichen bis ins Mittelalter zurück. Zwischen den großen Mooren im Westen gab es einen Fahrweg zum Hof Vike, der trotz der kleinen Acker- und Weideflächen ein gut gehender Hof war. Die Trockenlegung des Moores und die Umwandlung des Flusses in einen Abwasserkanal während der 1890er Jahre brachte für die Umgebung eine große Veränderung. Doch die altertümlichen Gebäude blieben erhalten. 
Vike erscheint von der Straße aus wie ein umbauter Hof mit hölzernen Wirtschaftsgebäuden unter großen Reetdächern, umgeben von hohen Palisaden („Standtunar“), die den Hof vor unwillkommenen Gästen schützten. Die Bauten sind in typisch gotländischer Bohlenbauweise errichtet. Scheune und Dreschhaus mit Pferdeauslauf und Stall wurden wahrscheinlich im 18. Jahrhundert erbaut. Das Wohnhaus ist ein Kalksteinhaus mit Bretterdach vom Beginn des 19. Jahrhunderts. Es gibt eine Schmiede, was für gotländische Höfe nicht ungewöhnlich war. Sie steht wegen der Feuergefahr in gehörigem Abstand von den übrigen Gebäuden. Am Strand liegen Fischerbuden. 
Nennenswerte Modernisierungen wurden nicht vorgenommen. Vike wurde bis in die 1950er Jahre hinein von den Geschwistern Ole, Agnes und Emma Wedin bewirtschaftet, deren Familie mindestens seit der Mitte des 18. Jahrhunderts auf dem Hof lebte. Von Ole wird gesagt, dass er in 50 Jahren nicht weiter als bis Visby von zu Hause fort war und wenn dann fast nur mit dem Boot. Er bestellte das Land, nutzte den Strand, schmiedete, zimmerte und machte sich auch die Schuhe selbst. Das Weidegebiet reichte für die Arbeitspferde und die Kühe des Hofes. Der am Strand gesammelte Tang gab den sandigen Böden Kraft und ließ die Behälter für Getreide für das Brot und für scharfe Getränke immer gefüllt sein. So wurde der Hof zu einem Zeugnis aus der Zeit der Subsistenzwirtschaft. 